# إدارة غراسياس ديوس
إدارة غراسياس ديوس (بالإنجليزية: Gracias a Dios Department)‏ هي إدارة في هندوراس، تتبع هندوراس، بلغ عدد سكانها 90٬765 نسمة، في 2013، عاصمتها بويرتو لمبيرا، تبلغ مساحتها 16٬997٫0 كيلومتر مربع، رمزها البريدي هو 33101.